# Павлов, Пётр Егорович
Пётр Егорович Па́влов (14 июля 1925 года — 8 сентября 1958 года) — стрелок 1341-го стрелкового полка (319-я стрелковая дивизия, 43-я армия, 3-й Белорусский фронт), красноармеец, Герой Советского Союза.

## Биография
Пётр Егорович Павлов родился 14 июля 1925 года в селе Петровка Зилаирского района Башкирии. Его отец, Егор Дмитриевич, работал плотником в колхозе, а мать, Евдокия Ильинична, работала уборщицей в школе.
В 1932 году Пётр Егорович пришёл учиться в 1 класс Петровской семилетней школы. Окончив школу, он в 1939 году поступил в профтехучилище (ФЗО) в городе Свердловске. Получил специальность шофёра и экскаваторщика, по которым и работал после окончания училища.
В Красную Армию призван в январе 1943 года Карпинским райвоенкоматом Свердловской области. В действующей армии с февраля 1943 года.
Красноармеец П. Е. Павлов отличился 7 апреля 1945 года в боях при прорыве обороны гитлеровцев на подступах к городу Кёнигсбергу.
В одном из боёв за Кёнигсберг Пётр Егорович был тяжело ранен. Врачам не удалось извлечь осколок снаряда, засевший у сердца Героя.
Он прожил с осколком в сердце почти 13 лет.
В 1945 году был демобилизован по инвалидности. Врачи запретили ему физическую работу.
Пётр Егорович вернулся в родное село. Работал заведующим клубом. Затем переехал в Челябинск. Работал на Челябинском тракторном заводе.
Умер Пётр Егорович 8 сентября 1958 года в пути на лечение на станции Бахмач Сумской области. Похоронен в городе Челябинске.

## Подвиг
«Стрелок 1341-го стрелкового полка (319-я стрелковая дивизия, 43-я армия, 3-й Белорусский фронт) 19-летний комсомолец красноармеец Пётр Павлов в боях при прорыве сильно укреплённой обороны гитлеровцев на подступах к столице Восточной Пруссии городу Кёнигсбергу 7 апреля 1945 года противотанковой гранатой подавил пулемёт в амбразуре дзота, взял в плен 4-х вражеских офицеров.
В ночь на 9 апреля 1945 года, когда группа гитлеровцев численностью до пятисот человек, при поддержке танков и самоходных орудий пыталась вырваться из окружения, красноармеец Павлов П. Е. из ручного пулемёта, подпустив врагов на короткую дистанцию, уничтожил свыше шестидесяти солдат и офицеров противника, в том числе двух генералов. Когда у П. Е. Павлова кончились патроны, он забросал фашистов гранатами. Одиннадцать солдат противника были убиты, а девять взяты в плен. Атака пехоты и танков противника была сорвана».
Указом Президиума Верховного Совета СССР от 19 апреля 1945 года за образцовое выполнение боевых заданий командования и проявленные при этом геройство и мужество красноармейцу Павлову Петру Егоровичу присвоено звание Героя Советского Союза с вручением ордена Ленина и медали «Золотая Звезда» (№ 8749).

## Награды
- Медаль «Золотая Звезда» Героя Советского Союза (19.04.1945)[1][2].
- Орден Ленина (19.04.1945).
- Орден Славы III степени (10.03.1945)[3].
- Медаль «За отвагу» (22.02.1945)[4].
- Медали.

## Память
- Одна из улиц города Калининграда названа в честь Героя.
- Мемориальная доска Герою Советского Союза Павлову Петру Егоровичу установлена и торжественно открыта в Челябинске зимой 1962 года.